# Saint-Césaire-de-Gauzignan
Saint-Césaire-de-Gauzignan település Franciaországban, Gard megyében. Lakosainak száma 390 fő (2022. január 1.). Saint-Césaire-de-Gauzignan Brignon, Castelnau-Valence, Cruviers-Lascours, Martignargues, Saint-Étienne-de-l’Olm, Saint-Jean-de-Ceyrargues és Saint-Maurice-de-Cazevieille községekkel határos.

## Népesség
A település népessége az elmúlt években az alábbi módon változott:
| Lakosok száma | 201  | 211  | 212  | 263  | 361  | 377  | 382  | 386  | 388  | 390  |
|               | 1968 | 1982 | 1990 | 2006 | 2013 | 2015 | 2017 | 2019 | 2020 | 2022 |